# Alexander Schwaighofer
Alexander Schwaighofer (* 28. Dezember 1998) ist ein österreichischer Fußballspieler.

## Karriere
Schwaighofer begann seine Karriere beim ASK Maxglan. Im Oktober 2006 wechselte er zum SV Austria Salzburg. Im Jänner 2007 kehrte er zu Maxglan zurück. Zur Saison 2007/08 wechselte er zur Austria. Zur Saison 2009/10 schloss er sich der Jugend des FC Red Bull Salzburg an, bei dem er ab der Saison 2012/13 auch in der Akademie spielte. Im September 2013 kehrte er in die Jugend der Austria zurück. Im März 2016 debütierte er für die Amateure der Austria in der 2. Landesliga.
Im Mai 2017 debütierte Schwaighofer für die erste Mannschaft der Salzburger in der Regionalliga West. In der Saison 2016/17 kam er zu zwei Einsätzen in der dritthöchsten Spielklasse, aus der Salzburg aber abstieg. In den folgenden beiden Spielzeiten absolvierte er dann 40 Partien in der Salzburger Liga, ehe die Austria 2019 in die neu geschaffene Regionalliga Salzburg aufstieg. In weiterer Folge kam er zu 127 Regionalligaeinsätzen, ehe er mit Austria Salzburg 2025 in die 2. Liga aufstieg.
Sein Profidebüt in der 2. Liga gab Schwaighofer anschließend im August 2025, als er am ersten Spieltag der Saison 2025/26 gegen den SK Austria Klagenfurt in der 67. Minute für Tobias Pellegrini eingewechselt wurde.